# Bernhard Fleischer
Bernhard Fleischer (* 25. Dezember 1950 in Leipzig) ist ein deutscher Mediziner, Parasitologe und Immunologe.
Fleischer studierte Medizin und wurde 1977 an der Universität Gießen bei Hansjürgen Staudinger in Humanmedizin promoviert. Er ist Facharzt für Mikrobiologie und Infektionsepidemiologie. 1993 wurde er Professor für Tropenmedizin und Immunologie an der Universität Hamburg. Ab 1993 war er Abteilungsleiter und 1996 bis 2007 Direktor des Bernhard-Nocht-Institut für Tropenmedizin (das ab 2008 von einem Stiftungsvorstand geleitet wird), in dessen Vorstand er danach wechselte. Er war bis 2017 zugleich Direktor des Instituts für Immunologie am Universitätsklinikum Hamburg-Eppendorf. Rufe auf den Lehrstuhl für Immunologie der Universität Düsseldorf (1991), auf den Lehrstuhl für Medizinische Mikrobiologie der Universität Marburg (1996) und auf den Lehrstuhl für Mikrobiologie und Hygiene der Universität zu Köln (1997) lehnte er ab.
Ende der 1980er Jahre beschrieb er als einer der Ersten Superantigene.
Bernhard Fleischer ist Mitglied der Leopoldina (seit 1995) und Mitglied der Akademie der Wissenschaften in Hamburg. 1983 erhielt er den Förderpreis und 1992 den Preis der Deutschen Gesellschaft für Hygiene und Mikrobiologie, 1986 den Arthur-Pappenheim-Preis der Deutschen Gesellschaft für Hämatologie und Onkologie (zusammen mit A. Rhagavachar), 1990 den Wissenschaftspreis für Medizinische Grundlagenforschung der GSK-Stiftung, 1993 den Robert-Koch-Förderpreis, 1997 den Aronson-Preis und 2016 die Badge of Honour der Danylo Halytsky National Medical University, Lviv, Ukraine. Er ist verheiratet und hat drei Kinder. Seit 2014 ist er Schriftführer der Deutschen Gesellschaft für Tropenmedizin, Reisemedizin und Globale Gesundheit e.V. (DTG).

## Schriften
- Herausgeber mit Rudolf Rott: Problems of Important Tropical Infectious Diseases, Nova Acta Leopoldina, Band 80, Nr. 313, 2000 (Leopoldina-Symposium mit dem Bernhard-Nocht-Institut, Februar 1999 in Hamburg)
- mit Rudolf Rott: Bekämpfung tropischer Infektionskrankheiten, Naturwissenschaftliche Rundschau, 2002, Heft 3, Beilage, S. 1–2 (Leopoldina Nachrichten Nr. 9)
- Herausgeber mit Hans Olof Sjögren: Superantigens, Springer Verlag 1991
- Stimulation of the immune system by microbial „superantigens“, Immununität und Infektion, Band 19, 1991, S. 8–11
- Stimulation of human T-cells by microbial „superantigens“ Immunologic Research, Band 10, 1991, S. 349–355
- Superantigene, Deutsches Ärzteblatt, Band 88, Heft 42, 1991 pdf
- Superantigens, Acta Pathologica, Microbiologica et Immunologica Scandinavica, Band 102, 1994, S. 3–12